# Alocasia megawatiae
Alocasia megawatiae är en kallaväxtart som beskrevs av Yuzammi och Alistair Hay. Alocasia megawatiae ingår i släktet Alocasia och familjen kallaväxter. Inga underarter finns listade.